# Lennard Kämna
Lennard Kämna (Fredenbeck, 9 settembre 1996) è un ciclista su strada tedesco che corre per il team Lidl-Trek.
Passista-scalatore con buone doti da cronoman, è stato campione del mondo Juniores a cronometro nel 2014 e campione europeo Juniores e Under-23 di specialità nel 2014 e 2016 rispettivamente. Professionista dal 2016, ha vinto una tappa al Tour de France 2020, una al Critérium du Dauphiné 2020, una alla Volta Ciclista a Catalunya 2021, una al Giro d'Italia 2022 e una alla Vuelta a España 2023.

## Carriera

### 2014-2016: gli esordi e le prime vittorie
Kämna mostra grandissime potenzialità di passista fin da giovanissimo quando, nel 2014, vince i campionati tedeschi, europei e mondiali a cronometro nella categoria Juniores. Nella stessa stagione vince anche una cronometro al Trofeo Karlsberg e la classifica finale del Grand Prix Rüebliland.
Nel 2015 si laurea campione tedesco a cronometro nella categoria Under-23 e fa sua la medaglia di bronzo mondiale a cronometro Under-23 a Richmond; si impone anche in una tappa del prestigioso Giro della Valle d'Aosta, al termine di una lunga fuga su un percorso mosso adatto a corridori per tracciati vallonati, concludendo undicesimo nella classifica generale della corsa. Nel 2016 affronta la prima stagione da professionista con la squadra Professional Continental Stölting Service Group. In stagione vince la classifica di miglior giovane al Circuit des Ardennes e si piazza quinto nella cronometro del Tour de l'Avenir; in settembre si aggiudica quindi il titolo europeo a cronometro nella categoria Under-23 davanti a Filippo Ganna e Rémi Cavagna.

### 2017-2019: il triennio alla Sunweb
Nel 2017 passa al Team Sunweb, sodalizio World Tour noto in precedenza come Giant-Alpecin. Ottiene la prima top ten da professionista sul traguardo della sesta tappa della Volta Ciclista a Catalunya: riesce a stare nel gruppo dei migliori che si seleziona nelle fasi iniziali della corsa e disputa la volata, vinta da Daryl Impey, piazzandosi ottavo. Debutta in un grande giro prendendo parte alla Vuelta a España dove ottiene il terzo posto, assieme ai compagni di squadra, nella cronosquadre inaugurale. Nelle tappe seguenti aiuta il compagno Wilco Kelderman, impegnato nella lotta per il podio, e si piazza ottavo a 1'30" nella sedicesima tappa, una cronometro individuale vinta da Chris Froome. Il giorno successivo non prende il via per problemi al ginocchio. Ai seguenti campionati del mondo di Bergen insieme ai compagni della Sunweb si impone nella cronometro a squadre iridata; si classifica poi secondo, battuto in volata da Benoît Cosnefroy, nella gara in linea per Under-23.

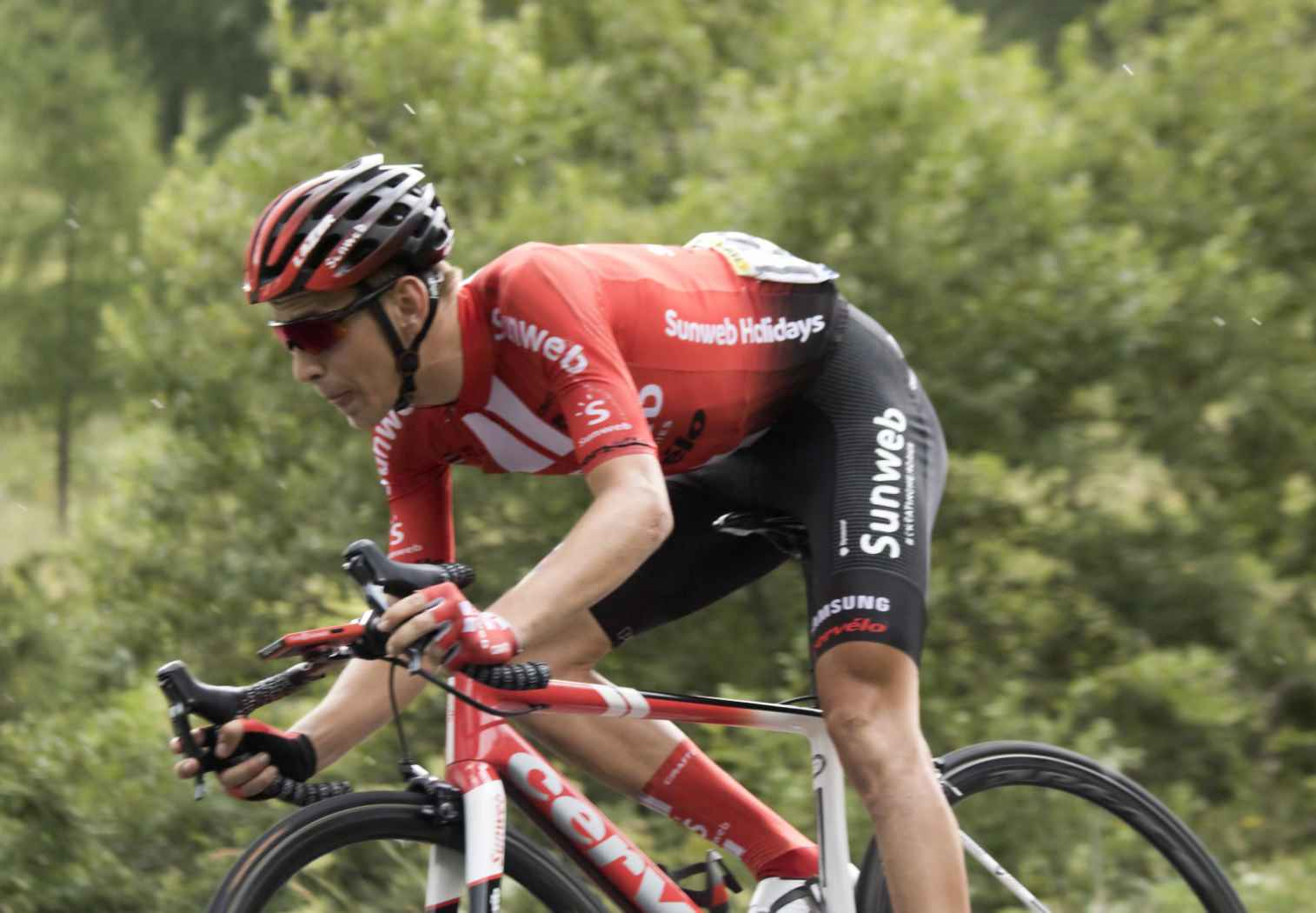
Lennard Kämna impegnato durante una discesa in una tappa del Tour de France 2019.

A inizio 2018 ottiene scarsi risultati e così, d'accordo con la squadra, prende una pausa dal ciclismo dopo la Milano-Sanremo. Dopo quella gara Kämna in un'intervista dice di non sentirsi bene in bici, di soffrire, lui che va forte con il maltempo, il freddo, di sentirsi stanco e debilitato Rientra alle corse in agosto al Giro di Danimarca. Nel 2019, dopo aver corso Giro di Romandia e Giro di Svizzera, è uno degli otto corridori del Team Sunweb a prendere il via al Tour de France. Nella Grande Boucle si rende protagonista in diverse tappe di montagna ottenendo, come miglior risultato, un quarto posto nella diciottesima frazione, con arrivo a Valloire, a quasi 3 minuti dal vincitore di giornata Nairo Quintana. A fine stagione lascia il Team Sunweb per vestire la maglia della Bora-Hansgrohe.

### Dal 2020: i successi con la Bora-Hansgrohe
Nel 2020 è terzo alla Vuelta a Murcia, settimo alla Volta ao Algarve e, dopo l'interruzione della stagione per la pandemia di COVID-19, ottavo al Giro del Delfinato, vincendo anche la quarta tappa della corsa (da Ugine a Megève) in solitaria davanti a David de la Cruz. Il 15 settembre 2020 ottiene quindi uno dei risultati più prestigiosi della sua giovane carriera: vince infatti la sedicesima tappa del Tour de France, con un arrivo in solitaria a Villard-de-Lans davanti a Richard Carapaz. Pochi giorni prima era stato anche secondo nella tappa di Pas de Peyrol.

## Palmarès

### Strada
- 2014 (Juniores)

2ª tappa Kroz Istru (Umago > Albona)
2ª tappa, 2ª semitappa Trofeo Karlsberg (Niedergailbach > Rubenheim, cronometro)
Campionati europei, Prova a cronometro Juniores
Campionati tedeschi, Prova a cronometro Juniores
1ª tappa Grand Prix Rüebliland (Kriegstetten > Kriegstetten)
Classifica generale Grand Prix Rüebliland
Campionati del mondo, Prova a cronometro Juniores
- 2015 (Team Stölting, due vittorie)

4ª tappa Giro della Valle d'Aosta (Pollein > Saint-Christophe)
Campionati tedeschi, Prova a cronometro Under-23
- 2016 (Stölting Service Group, una vittoria)

Campionati europei, Prova a cronometro Under-23
- 2020 (Bora-Hansgrohe, due vittorie)

4ª tappa Critérium du Dauphiné (Ugine > Megève)
16ª tappa Tour de France (La Tour-du-Pin > Villard-de-Lans)
- 2021 (Bora-Hansgrohe, una vittoria)

5ª tappa Volta Ciclista a Catalunya (La Pobla de Segur > Manresa)
- 2022 (Bora-Hansgrohe, quattro vittorie)

5ª tappa Vuelta a Andalucía (Huesa > Chiclana de Segura)
3ª tappa Tour of the Alps (Lana > Villabassa)
4ª tappa Giro d'Italia (Avola > Etna (Rifugio Sapienza))
Campionati tedeschi, Prova a cronometro
- 2023 (Bora-Hansgrohe, due vittorie)

3ª tappa Tour of the Alps (Renon > San Valentino di Brentonico)
9ª tappa Vuelta a España (Cartagena > Caravaca de la Cruz)

#### Altri successi
- 2016 (Stölting Service Group)

Classifica giovani Circuit des Ardennes
- 2017 (Team Sunweb)

3ª tappa Hammer Sportzone Limburg, Cronosquadre
Campionati del mondo, Cronosquadre

## Piazzamenti

### Grandi giri
- Giro d'Italia

2022: 19º
2023: 9º
- Tour de France

2019: 40º
2020: 33º
2022: non partito (16ª tappa)
- Vuelta a España

2017: non partito (17ª tappa)
2023: 30º

### Classiche monumento
- Milano-Sanremo

2018: 105º
- Parigi-Roubaix

2019: ritirato
- Liegi-Bastogne-Liegi

2020: 21º
- Giro di Lombardia

2018: ritirato

### Competizioni mondiali
- Campionati del mondo

Toscana 2013 - In linea Juniores: 79º
Ponferrada 2014 - Cronometro Juniores: vincitore
Ponferrada 2014 - In linea Juniores: ritirato
Richmond 2015 - Cronometro Under-23: 3º
Richmond 2015 - In linea Under-23: 10º
Doha 2016 - Cronometro Under-23: 4º
Doha 2016 - In linea Under-23: 86º
Bergen 2017 - Cronosquadre: vincitore
Bergen 2017 - In linea Under-23: 2º
Innsbruck 2018 - Cronometro Under-23: 14º
Innsbruck 2018 - In linea Under-23: 22º
Glasgow 2023 - Cronometro Elite: 18º

### Competizioni europee
Campionati europei
Nyon 2014 - Cronometro Juniors: vincitore
Plumelec 2016 - Cronometro Under-23: vincitore
Plumelec 2016 - In linea Under-23: 66°